# Matt Dillon
Matthew Raymond "Matt" Dillon (Nova Iorque, 18 de fevereiro de 1964) é um ator e cineasta americano. Fez sua estreia no cinema em Over the Edge (1979) e estabeleceu-se como um ídolo adolescente ao estrelar os filmes My Bodyguard (1980), Little Darlings (1980), Tex (1982), Rumble Fish (1983), The Outsiders (1983) e The Flamingo Kid (1984). Posteriormente, ele angariou mais sucesso participando de Drugstore Cowboy (1989), Singles (1992), The Saint of Fort Washington (1993), To Die For (1995), Beautiful Girls (1996), In & Out (1997), There's Something About Mary (1998) e Wild Things (1998). Em um artigo publicado em 1991, o crítico cinematográfico Roger Ebert referiu-se a Dillon como o melhor ator de sua geração, ao lado de Sean Penn.
Em seguida, ele dirigiu City of Ghosts (2002) e estrelou produções como Factotum (2005), You, Me and Dupree (2006), Nothing but the Truth (2008), Sunlight Jr. (2013) e Going in Style (2017). O ator recebeu aclamação por parte dos críticos especializados por seu desempenho como o policial John Ryan no filme Crash (2004), pelo qual ganhou um Prêmio Independent Spirit e foi indicado aos Prêmios Critics' Choice, ao BAFTA, aos Prêmios Globo de Ouro, Screen Actors Guild e ao Oscar na categoria de Melhor Ator Coadjuvante. Ele já havia sido indicado ao Grammy de Melhor Álbum Falado por ter narrado On the Road, de Jack Kerouac. Em 2015, estrelou a primeira temporada da série de televisão Wayward Pines, pela qual foi nomeado ao Prêmio Saturno.

## Biografia
Matthew Raymond Dillon nasceu em New Rochelle, Nova Iorque, a segunda geração de pais americano-irlandeses (Mary Ellen, uma doméstica, e Paul Dillon, um pintor de retratos e gerente de vendas da Union Camp). Foi educado numa família estritamente católico-romana como o segundo de seis filhos. Através do seu pai, Dillon é relacionado com o artista de banda desenhada, Alex Raymond. Dillon tem uma irmã e quatro irmãos, um dos quais, Kevin Dillon, é também ator e aparece numa série de sucesso da TV, Entourage. Dillon cresceu em Mamaroneck, Nova Iorque, e desistiu no primeiro ano da escola Mamaroneck High School.

## Carreira
Em 1977, Jane Bernstein e um amigo ajudaram o diretor Jonathan Kaplan a fazer o casting para o drama, Over the Edge quando encontraram Dillon a fazer gazeta das aulas da Hommocks Middle School em Larchmont. Ele fez uma audição para um papel e estreou no filme, o qual teve um lançamento regional limitado em maio de 1979. A performance de Dillon foi bem recebida, levando à obtenção de papéis em dois filmes lançados no ano seguinte; a comédia sexual, Little Darlings, onde a personagem interpretada por Kristy McNichol perde a virgindade com um rapaz do campo do outro lado do lago, interpretado por Matt Dillon, e a comédia dramática, My Bodyguard.
Com quase 40 filmes realizados ao longo de sua carreira, Dillon foi indicado para o Óscar de melhor ator coadjuvante em 2006, pela sua participação no filme Crash, do diretor Paul Haggis, vencedor do Óscar de Melhor Filme no mesmo ano.

## Filmografia

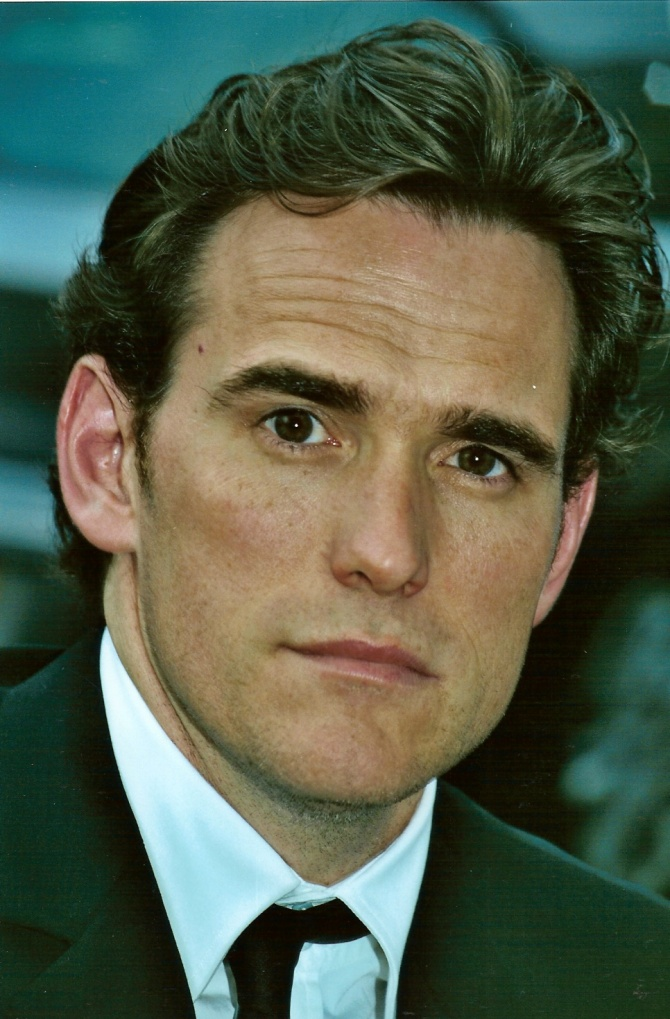
Dillon em 2005, no Festival de Cannes.

| Filme     | Filme                                                 | Filme                    | Filme                                       |
| Ano       | Título                                                | Papel                    | Notas                                       |
| --------- | ----------------------------------------------------- | ------------------------ | ------------------------------------------- |
| 1979      | Over the Edge                                         | Richie White             |                                             |
| 1980      | My Bodyguard                                          | Melvin Moody             |                                             |
| 1980      | Little Darlings                                       | Randy Adams              |                                             |
| 1981      | Gunmen's Blues                                        | Lake                     |                                             |
| 1982      | Tex                                                   | Tex McCormick            |                                             |
| 1982      | Liar's Moon                                           | Jack Duncan              |                                             |
| 1983      | Rumble Fish                                           | Rusty James              |                                             |
| 1983      | Amazed                                                | Ewan Willson             |                                             |
| 1983      | Vidas sem Rumo                                        | Dallas 'Dally' Winston   |                                             |
| 1984      | The Flamingo Kid                                      | Jeffrey Willis           |                                             |
| 1985      | Target                                                | Chris Lloyd/Derek Potter |                                             |
| 1986      | Native Son                                            | Jan                      |                                             |
| 1986      | Rebel                                                 | Rebel                    |                                             |
| 1987      | The Big Town                                          | J. C. Cullen             |                                             |
| 1988      | Kansas                                                | Doyle Kennedy            |                                             |
| 1989      | Drugstore Cowboy                                      | Bob                      |                                             |
| 1989      | Bloodhounds of Broadway                               | Regret                   |                                             |
| 1991      | A Kiss Before Dying                                   | Jonathan Corliss         |                                             |
| 1992      | Singles                                               | Cliff Poncier            |                                             |
| 1993      | The Saint of Fort Washington                          | Matthew                  |                                             |
| 1993      | Mr. Wonderful (filme)                                 | Gus                      |                                             |
| 1994      | Um Amor Assassino                                     | Kevin Walker             |                                             |
| 1995      | To Die For                                            | Larry Maretto            |                                             |
| 1995      | Frankie Starlight                                     | Terry Klout              |                                             |
| 1996      | Grace of My Heart                                     | Jay Phillips             |                                             |
| 1996      | Albino Alligator                                      | Dova                     |                                             |
| 1996      | Beautiful Girls (filme)                               | Tommy 'Birdman' Rowland  |                                             |
| 1997      | In & Out                                              | Cameron Drake            |                                             |
| 1998      | There's Something About Mary                          | Patrick (Pat) Healy      |                                             |
| 1998      | Wild Things                                           | Sam Lombardo             |                                             |
| 2001      | One Night at McCool's                                 | Randy                    |                                             |
| 2002      | Deuces Wild                                           | Fritzy                   |                                             |
| 2002      | City of Ghosts                                        | Jimmy                    |                                             |
| 2003      | Abby Singer                                           | ele mesmo                |                                             |
| 2004      | Employee of the Month                                 | David Walsh              |                                             |
| 2005      | Herbie: Fully Loaded                                  | Trip Murphy              |                                             |
| 2005      | Crash                                                 | Sgt. John Ryan           |                                             |
| 2006      | Factotum                                              | Henry Chinaski           |                                             |
| 2006      | You, Me and Dupree                                    | Carl Peterson            |                                             |
| 2006      | Loverboy                                              | Mark                     |                                             |
| 2008      | Nothing But the Truth                                 | Patton Dubois            |                                             |
| 2009      | Old Dogs                                              | Barry                    |                                             |
| 2009      | Armored                                               | Mike Cochrane            |                                             |
| 2010      | Takers                                                | Det. Jack Welles         |                                             |
| 2013      | Sunlight Jr.                                          | Richie                   |                                             |
| 2018      | The House That Jack Built                             | Jack                     |                                             |
| 2018      | Head Full of Honey                                    | Nick                     |                                             |
| Televisão |                                                       |                          |                                             |
| Ano       | Título                                                | Papel                    | Notas                                       |
| 1982      | The Great American Fourth of July and Other Disasters | Ralph                    | PBS filme para TV                           |
| 1991      | Women & Men 2: In Love There Are No Rules             | Eddie Megeffin           | HBO filme para TV                           |
| 1991      | Fishing with John                                     |                          | série de TV do IFC                          |
| 1999      | Oz                                                    |                          | Diretor de Episódio: Napoleon's Boney Parts |
| 2007      | The Simpsons                                          | Louie                    | Voice/Episode: Midnight Towboy              |
| 2011      | Modern Family                                         | Robbie Sullivan          | Episode: Princess Party                     |
| 2015      | Wayward Pines                                         | Ethan Burke              | Série TV                                    |